# Carsten Körber

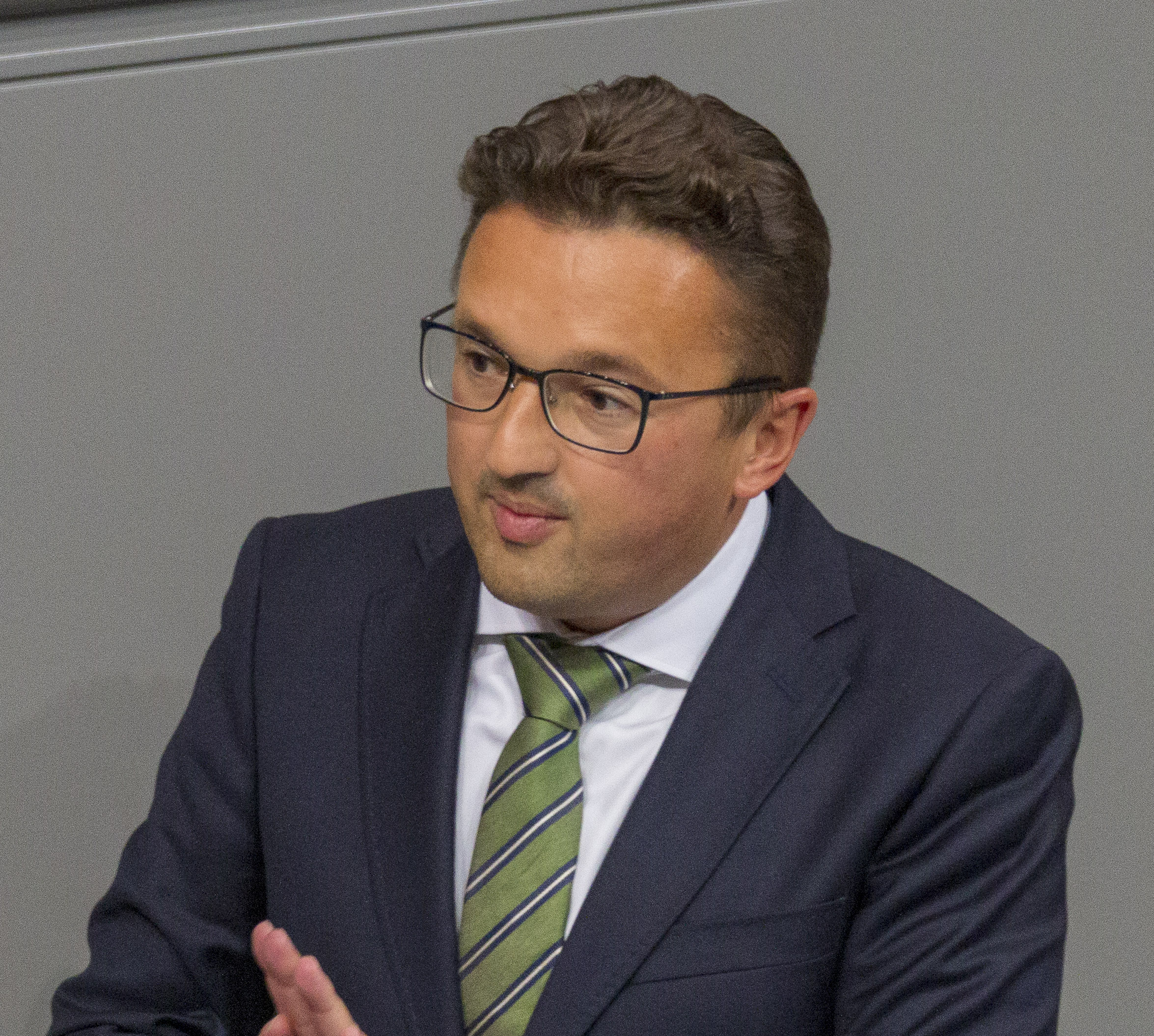
Carsten Körber (2020)

Carsten Körber (* 11. Juni 1979 in Zwickau) ist ein deutscher Politiker (CDU) und Betriebswirt. Seit 2013 ist er Mitglied des Deutschen Bundestages.

## Leben und Ausbildung
Körber studierte von 2000 bis 2005 Politikwissenschaft und Betriebswirtschaftslehre an der Technischen Universität Chemnitz.
Er ist evangelisch-lutherischer Konfession, verheiratet und hat ein Kind.

## Partei
Körber trat 2002 der CDU bei. Von 2005 bis 2012 leitete er das Büro des seinerzeitigen Bundestagsabgeordneten Michael Luther. Seit 2005 ist er Vorsitzender des CDU-Gemeindeverbandes Mülsen. Von 2010 bis 2012 war er stellvertretender Vorsitzender des CDU-Kreisverbandes Zwickau, seit 2012 ist er erster stellvertretender Vorsitzender. Von 2009 bis 2012 war er Mitglied im Gemeinderat und ehrenamtlicher stellvertretender Bürgermeister der Gemeinde Mülsen. 2012 leitete er kurzzeitig das Büro für Wirtschaftsförderung der Stadt Zwickau.
Seit 2012 ist er Vorsitzender des Kreisverbandes Zwickau der Mittelstands- und Wirtschaftsvereinigung.

## Abgeordneter
Bei der Bundestagswahl 2013 gewann Körber mit 44,6 Prozent der Erststimmen das Direktmandat im Bundestagswahlkreis Zwickau. Er ist ordentliches Mitglied im Haushalts- sowie im Rechnungsprüfungsausschuss und stellvertretendes Mitglied im Ausschuss für Wirtschaft und Energie.
Am 24. September 2017 konnte Carsten Körber erneut das Direktmandat für den Wahlkreis Zwickau (165) erringen und war für diese Amtszeit wieder Bundestagsabgeordneter.
Im 19. Deutschen Bundestag war Körber ordentliches Mitglied im Haushaltsausschuss sowie im Rechnungsprüfungsausschuss. Zudem gehört er als stellvertretendes Mitglied dem Ausschuss für Wirtschaft und Energie an.
Er trat zur Bundestagswahl 2021 erneut als Direktkandidat an. Körber unterlag dem AfD-Kandidaten Matthias Moosdorf, erreichte über die Landesliste jedoch ein Mandat im 20. Deutscher Bundestag. Dort war er seit 2021 Vorsitzender der Landesgruppe Sachsen in der CDU/CSU-Fraktion. Die Unionsfraktion wählte ihn zum Obmann im Rechnungsprüfungsausschuss, außerdem war er ordentliches Mitglied im Haushaltsausschuss und stellvertretendes Mitglied im Wirtschaftsausschuss.
Körber schaffte bei der vorgezogenen Bundestagswahl 2025 über die Landesliste den Sprung in den 21. Bundestag. Er wurde als Vorsitzender der CDU-Landesgruppe Sachsen bestätigt.
Im Duell um den Posten eines stellvertretenden Fraktionsvorsitzenden  war Körber seinem Herausforderer Sepp Müller knapp unterlegen. Als ordentliches Mitglied gehört er erneut dem Haushaltsausschuss im Bundestag an.